# World of Tomorrow Episode Two: The Burden of Other People’s Thoughts
World of Tomorrow Episode Two: The Burden of Other People’s Thoughts ist die Fortsetzung von World of Tomorrow aus dem Jahr 2017. 

## Handlung
Die Handlung setzt nach der ersten Episode ein. Erneut bekommt Emily Prime beim Spielen in ihrem Zimmer Besuch aus der Zukunft, dieses Mal von einem fehlerhaften Klon von ihr, der die Zahl sechs auf die Stirn eingebrannt hat. Mit Hilfe einer neuen jedoch erneut fehlerbehafteten Maschine dringen Nr. 6 und Emily Prime in das Bewusstsein von Klon Nr. 6 ein, um Nr. 6 zu einem vollständigen Klon von Emily Prime zu machen. Während dieses Prozesses besuchen Emily Prime und Nr. 6 die Erinnerungsfragmente von Nr. 6, worüber der Großteil der Handlung erzählt wird. 
Nach der in der ersten Episode angekündigten Zerstörung der Erde, wurden auf Grundlage von Emily in einem Weltraumlabor mehrere Klone erzeugt, welche gemeinsam aufwachsen und so ein Bewusstsein voneinander entwickeln. Die Klone sind jedoch fehlerhaft und besitzen lediglich Fragmente früherer Versionen von Emily. Zusammen mit den Klonen Nr. 4 und 7 vertreibt sich Nr. 6 die Zeit, in dem diese durch verantwortungslose Zeitreisen frühere Versionen von Emily und spätere Versionen von sich selbst besuchen. Dabei reden sich die Klone jedoch permanent ein nicht in Erinnerungen zu schwelgen, da man in der Vergangenheit nicht leben sollte. 
Durch die Erinnerung an einen Selbstmord eines fremden Mannes beginnt Nr. 6 ihre Existenz zu hinterfragen. Die Erinnerungen an Tode vergangener Emilys beheagen ihr am meisten. Nr. 6 erträgt ihre Lebensweise nicht mehr. Sie hat die Angst vor dem Tod verloren und wünscht sich nicht mehr endlos kopiert zu werden. 
Ein weiterer Grund für den Alleingang von Nr. 6 beim Besuch von Emily Prime ist deren verzweifelte Suche nach Klon Nr. 5. Als Kinder hatten sie eine derart innige Beziehung zueinander aufgebaut, dass beide beschlossen hatten ihre Nummern zu tauschen und Klon Nr. 5 (Original Nr. 6) von nun an Felicia zu nennen. Beide werden jedoch getrennt da Felicia dafür verwendet wird, die Erinnerungen einer wohlhabenden Familie in sich zu speichern. Felicia fristet so ihr Dasein in einer Kälteschlafkapsel, welche einen unbekannten roten Planeten umkreist. Auch mit Hilfe von Emily Prime kann Nr. 6 ihren Aufenthaltsort nicht bestimmen.
Immer noch befinden sich Emily Prime und Nr. 6 im Verstand von Nr. 6, als Emily Prime aus Versehen einen unlogischen Gedanken in das Logikzentrum von Nr. 6 einbringt. Das Bewusstsein von Nr. 6 erleidet dadurch einen katastrophalen Zusammenbruch (Ein Ereignis, welches Nr. 6 durch ein Erinnerungsfragment zwar vorhergesehen hat, aber durch ihr verantwortungslose Handeln auch ausgelöst wurde). Emily Prime rettet Nr. 6 zunächst, in dem beide in das Bewusstsein von Emily Prime eintauchen, jedoch wird das Bewusstsein von Nr. 6 routinemäßig resettet. Die Maschine schaltet sich ab und die nun infantile Nr. 6 möchte mit der jungen Emily Prime einfach nur bei ihr zu Hause spielen. Sie wird jedoch unmittelbar durch die Zeitreisenden Nr. 4 und 7 unterbrochen, welche Nr. 6 bereits gesucht haben. Verärgert über ihren Alleingang nehmen sie Nr. 6 wieder mit, da man „in der Vergangenheit nicht leben sollte“.